# Levantamento de peso básico

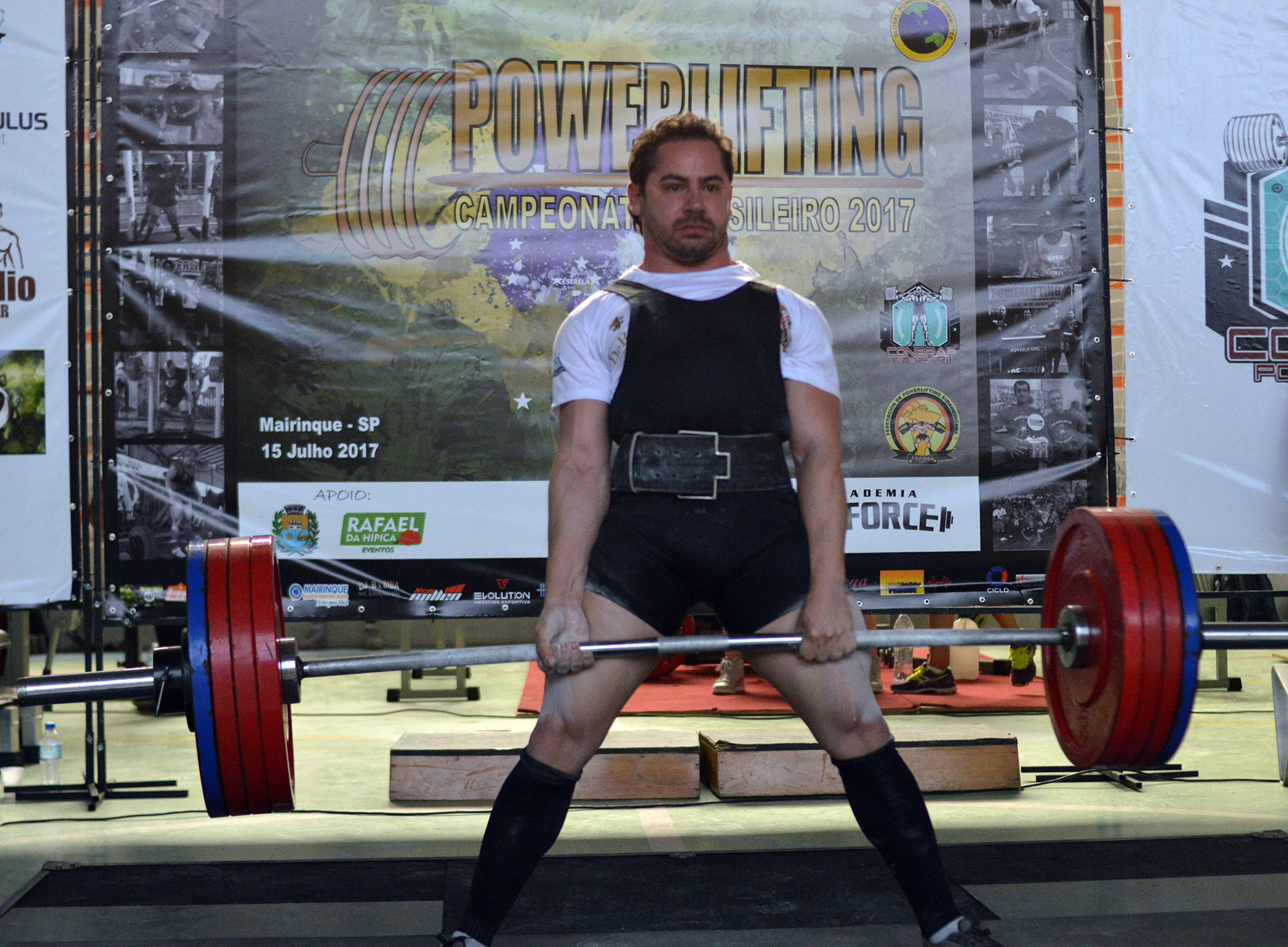
Levantamento terra

O levantamento de peso básico, levantamento(s) básico(s) ou levantamento de potência (powerlifting em inglês) é um esporte de força consistente em três modalidades: o agachamento, o supino e o levantamento terra.
O levantamento básico surgiu nos Estados Unidos, nas décadas de 1950 e 60, a partir de antigos exercícios que eram praticados por levantadores de peso olímpico e fisiculturistas.
A partir da década de 1960, começaram a se organizar competições e em novembro de 1972 surgiu a primeira federação que regula o esporte, a International Powerlifting Federation (IPF) e o primeiro campeonato mundial oficial foi realizado em novembro do ano seguinte, 1973. A partir da década de 1980 começaram a surgir outras federações.

## Competição
Os equipamentos do levantamento básico seguem especificações e são uma barra de aço, discos (ou anilhas) e colares (ou presilhas), para fixar os discos na barra. A barra deve medir 2,20 m de comprimento e pesar 20 kg.
Os discos são feitos de metal e têm os seguintes pesos: 0,250 g, 0,5 kg, 1,25, 2,5, 5, 10, 15, 20, 25 e 50 kg. Para a quebra de recordes, discos mais leves podem ser usadas para conseguir um peso de no mínimo 0,5 kg maior que o recorde existente.
Os colares devem pesar 2,5 kg cada um.
A competição compõe-se de três provas, na seguinte ordem: o agachamento, o supino e o levantamento terra.
Agachamento. O levantador põe a barra na altura dos ombros (por cima dos deltoides) ou na parte superior das costas  — com ou sem ajuda de um auxiliar central — e abaixa-se, flexionando joelhos e quadris, até que a articulação do quadril esteja paralela ou abaixo da articulação dos joelhos; deve então reerguer-se e voltar a posição inicial.
Supino. O levantador, deitado num banco, retira a barra dum suporte — com ou sem ajuda de um auxiliar central — desce-a até que toque os músculos do peitoral; em seguida, reergue-a até a extensão dos cotovelos e retorna-a para o suporte.
Levantamento terra. Uma barra com pesos é colocada no chão. O atleta abaixa-se, agarra a barra, e eleva-a até que as pernas e costas estejam retas e na posição vertical, e o peito levantado. O barra é então devolvida ao chão de uma forma controlada.
Os atletas podem fazer três tentativas em cada prova para levantar a maior carga possível e o que tiver maior somatório no total é o vencedor; também há campeonato apenas para o supino. Em caso de empate, a vitória cabe ao atleta mais leve. Se mesmo assim o empate persistir, ganha aquele que tiver realizado o levantamento primeiro.
Os atletas competem divididos por sexo, categorias de peso e idade.
Até 2010, a IPF reconhecia essas nove classes de peso femininas (dez em competições para juniores e sub-juniores) e dez masculinas  (11 em competições para juniores e sub-juniores), que eram:
- masculino: até 52 kg (somente sub-júnior/júnior), 56 kg, 60 kg, 67,5 kg, 75 kg, 82,5 kg, 90 kg, 100 kg, 110 kg, 125 kg e acima de 125 kg.

Entretanto, algumas federações, como a 100% Raw Powerlifting Federation, acrescentam mais uma categoria, tendo ainda uma categoria limitada entre 125 a 140 kg e outra acima de 140 kg, ou a World Drug-Free Powerlifting Federation, tendo ainda uma categoria limitada entre 125 a 145 kg e outra acima de 145 kg.
- feminino: até 44 kg (somente sub-júnior/júnior), 48 kg, 52 kg, 56 kg, 60 kg, 67,5 kg, 75 kg, 82,5 kg, 90 kg e acima de 90 kg[8]

Em 1º de janeiro de 2011, entretanto, as categorias da IPF foram reestruturadas, sendo reduzidas para oito categorias masculinas (nove em competições para juniores e sub-juniores) e sete categorias femininas (oito em competições para juniores e sub-juniores), tendo sido modificadas para oito também (nove em competições para juniores e sub-juniores) em 2022, que são:
- masculino: até 53 kg (somente sub-júnior/júnior), 59 kg, 66 kg, 74 kg, 83 kg, 93 kg, 105 kg, 120 kg e acima de 120 kg
- feminino: até 43 kg (somente sub-júnior/júnior), 47 kg, 52 kg, 57 kg, 63 kg, 69 kg, 76 kg,[9] 84 kg e acima de 84 kg[5]

A IPF reconhece as seguintes faixas etárias para homens e mulheres: aberto (acima de 14 anos, sem mais restrições), pré-juvenil/sub-júnior (14-18 anos), juvenil/júnior (19-23 anos), máster I (40-49 anos), máster II (50-59 anos), máster III (60-69 anos), máster IV (acima de 70 anos).
Recordes são reconhecidos para cada categoria de peso e etária.

## Federações internacionais
Abaixo uma lista de federações internacionais:
- 100% Raw Powerlifting Federation
- Global Powerlifting Alliance (GPA)
- Global Powerlifting Committee (GPC)
- Global Powerlifting Federation (GPF)
- International Powerlifting Federation (IPF)
- International Raw Powerlifting (IRP)
- World Drug-Free Powerlifting Federation (WDFPF)
- World Powerlifting Association (WPA)
- World Powerlifting Congress (WPC)
- World Powerlifting Federation (WPF)
- World United Amateur Powerlifting (WUAP)
- International Powerlifting League (IPL)